# Псьолів острів (заповідне урочище)
Псьо́лів о́стрів — заповідне урочище в межах Міжрічинського регіонального ландшафтного парку.
Це розташована у Остерському лісництві (кв.38-40) унікальна мальовнича придеснянська діброва з багатовікових дубів та ділянкою рідкісних вікових шатровидних дерев сосни звичайної. В трав'яному покриві зростають неморальні види — супутники дуба.
Має площу 119 га. оголошений рішенням Чернігівського облвиконкому від 27.04.1964 р. № 236.
Має важливе значення і охороняється також як місце гніздування птахів.